# エンジェル・オルセン
エンジェル・オルセン（Angel Olsen 1987年1月22日 - ）は、アメリカ合衆国のフォークおよびインディ・ロック歌手、ギタリスト。ミズーリ州セントルイス出身、現在イリノイ州シカゴを拠点に活動。
当初は、Bonnie "Prince" BillyとThe Cairo Gangのバック・シンガー、ギタリストとしてツアーを行っていた。
2010年、EP『Strange Cacti』とデビュー・アルバム『Half Way Home』をBathetic Recordsより発表。ジャグジャグウォーと契約し、初めてフルバンドで制作した2作目のアルバム『Burn Your Fire For No Witness』を2014年2月17日に発表。
Bonnie "Prince" BillyとThe Cairo Gangとの仕事に加えて、Cap'n JazzのTim KinsellaやウィルコのLeRoy Bachなどの数多くのアメリカのインディ・ロックの有名人とコラボレーションしている。KinsellaとBachに加えて、シカゴの詩人Marvin Tateとのコラボレーションは、アルバム『Tim Kinsella sings the songs of Marvin Tate by LeRoy Bach featuring Angel Olsen』となって、2013年12月3日にインディアナポリスのレーベル、Joyful Noise Recordingsから発表された。
2016年には3作目のアルバム『My Woman』、2019年には4作目『All Mirrors』、2020年には5作目『Whole New Mess』を発表した。

## ディスコグラフィー
スタジオアルバム
- Half Way Home（2012年）
- Burn Your Fire For No Witness（2014年）
- My Woman（2016年）
- All Mirrors（2019年）
- Whole New Mess（2020年）